# Toño Torrecilla
Juan Antonio Montes Torrecilla (Morille, Salamanca, España, 25 de febrero de 1964), conocido como Toño Torrecilla, es un exfutbolista español que se desempeñaba como defensa. Actualmente forma parte de la Dirección Deportiva del Real Sporting de Gijón que dirige su hermano Miguel Torrecilla.

## Clubes
| Club                    | País   | Año       |
| ----------------------- | ------ | --------- |
| Real Valladolid C. F.   | España | 1984-1988 |
| Club Atlético de Madrid | España | 1988-1990 |
| C. D. Tenerife          | España | 1990-1993 |
| Racing de Santander     | España | 1993-1997 |
| Zamora C. F.            | España | 1997-1998 |